# The Liar’s Psalm
The Liar‘s Psalm (englisch Der Psalm des Lügners) ist ein Lied der Sludge-Band EyeHateGod.

## Entstehung
Das Stück entstand in den Aufnahmesitzungen des Albums EyeHateGod, wurde jedoch nicht Teil des Albums. Die Aufnahmen fanden zwischen November 2012 und April 2013 in unterschiedlichen Studios mit verschiedenen Produzenten statt. Jimmy Bower, Brian Patton und Gary Mader nahmen E-Bass und Gitarren im Frühjahr 2013 im Riff Room in New Orleans unter der Leitung von Steve Berrigan auf. Die Schlagzeugaufnahmen von Joey LaCaze fanden im November 2012 im Living Room, ebenfalls in New Orleans, statt und wurden von Billy Anderson produziert. Den Gesang nahm Mike Williams in Nodferatu’s Lair, dem Studio von Phil Anselmo, das zu dessen Gelände gehört und auf dem Williams hinzukommend zum Aufnahmezeitpunkt lebte, im Frühjahr 2013 auf. Die Produktion übernahm Anselmo.

## Veröffentlichung
EyeHateGod veröffentlichten The Liar‘s Psalm als einseitige 7" Vinyl-Single am 6. Mai 2014. Das Lied wurde in Form einer Flexidisc als Heftbeilage der 117. Ausgabe des Decibel veröffentlicht. Die 7-Zoll-Flexidisc erschien in hellem Rot. Am 31. Januar 2016 erschien das Stück als Teil der Split-EP von Eyehategod und Bl’ast erneut.

## Musikalische Einordnung
Das Musikstück ist in As-Dur mit 76 BPM gehalten. Mike Williams‘ als besonders hart wahrgenommener Gesang besteht aus einem heiseren Brüllen. Das von Übersteuerungen durchzogene Gitarrenspiel erscheine besonders schwer und „krank“.

## Kritik
The Liar‘s Psalm wurde als „genauso gut wie der Rest“ des zeitnah erschienenen Albums beurteilt. Das Stück verfüge über die „tägliche Dosis dunkler Riffs und angepisster Vocals“. Der Song schleppe „sich dahin wie ein Spaziergang durch dicken Schlamm, bei dem jeder Schritt mit enormer Anstrengung verbunden ist.“ Der gekeifte Gesang wirke besonders hart. „EYEHATEGODs Song ist langsam und hässlich und ziemlich großartig.“